# Szkatułka z Auzon

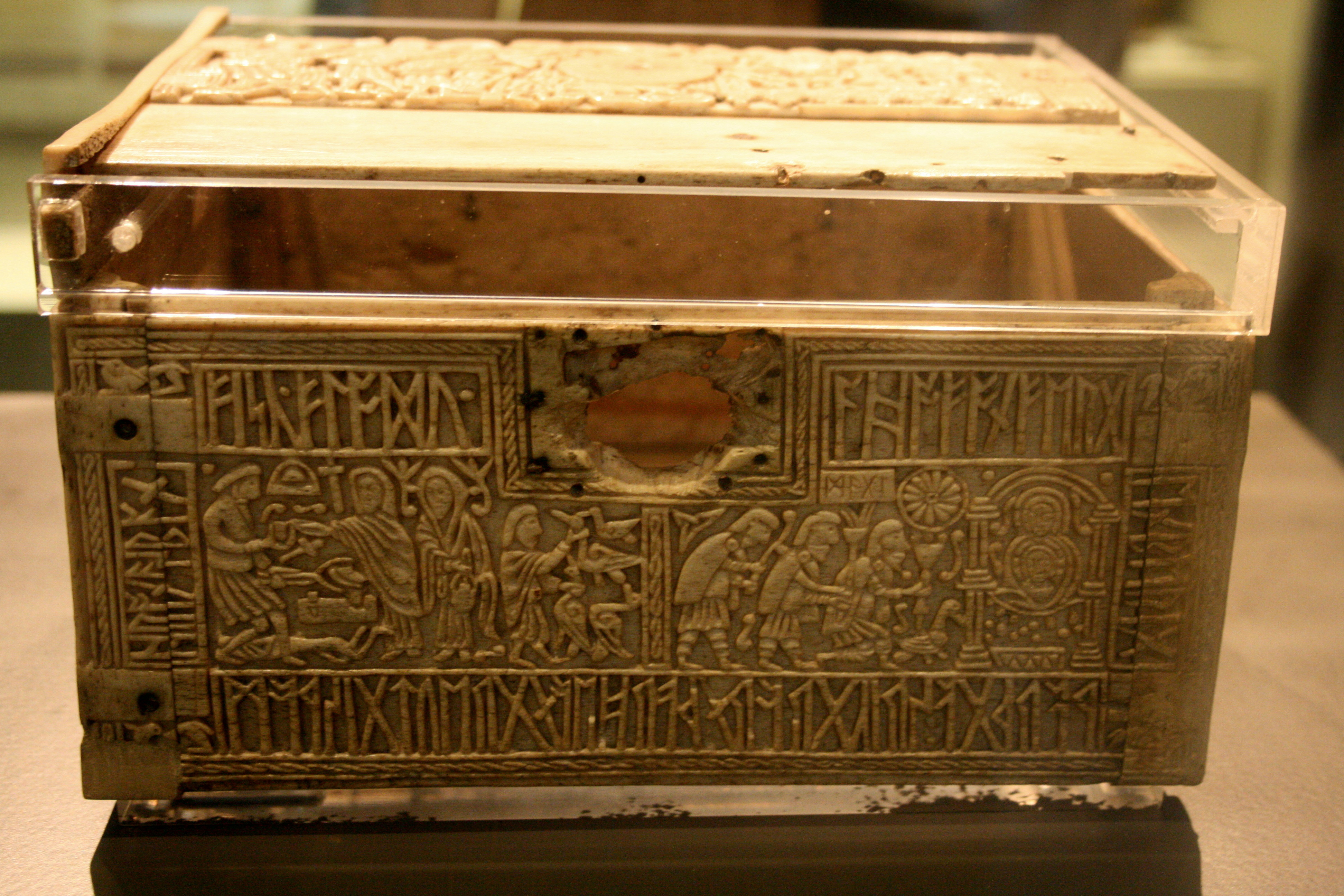
Szkatułka z Auzon, część znajdująca się w British Museum

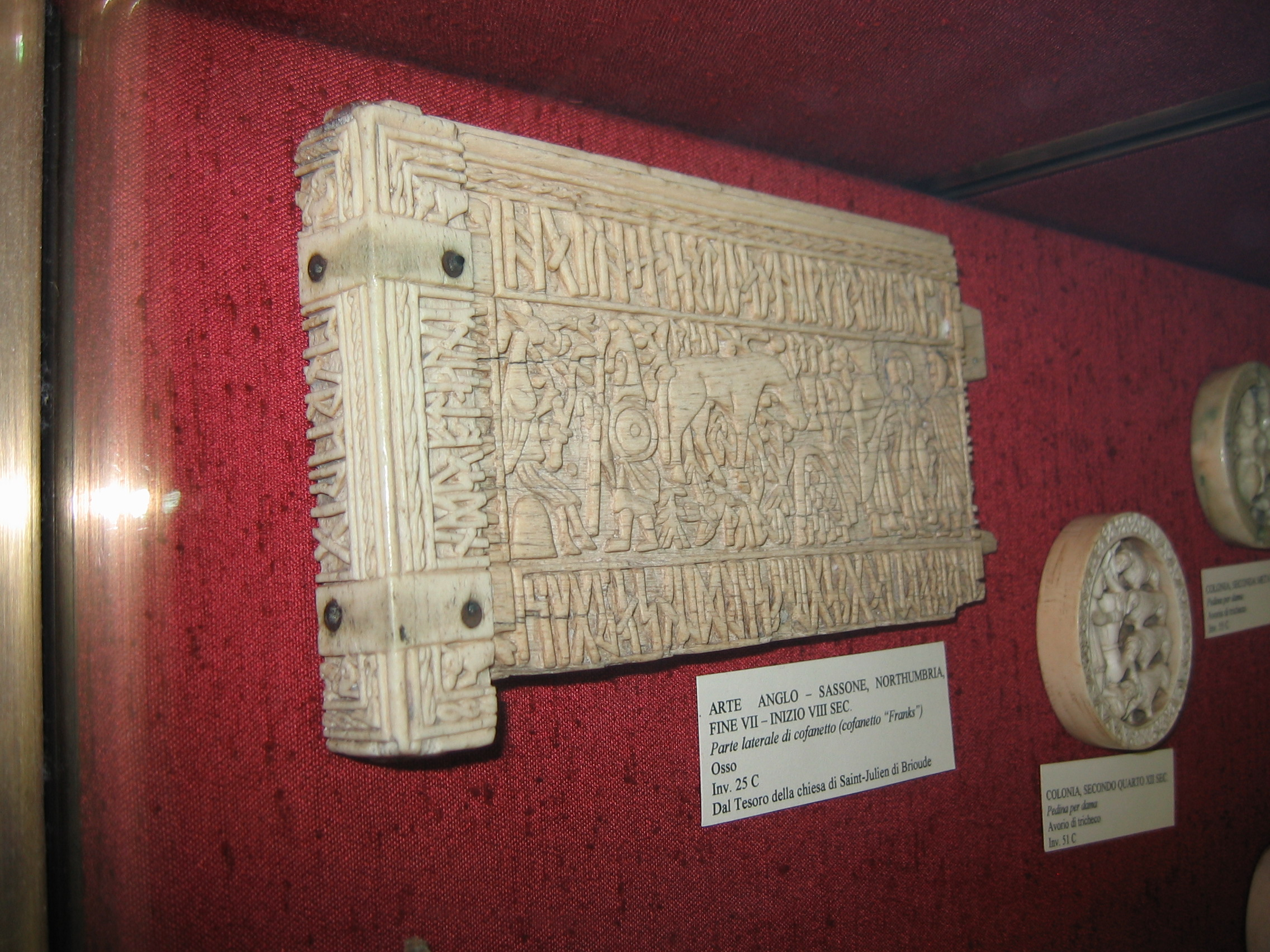
Szkatułka z Auzon, część znajdująca się we Florencji

Szkatułka z Auzon lub Szkatułka Franksa – wykonana z kości wieloryba skrzynka na klejnoty lub relikwie, wyrzeźbiona około 700 roku w Northumbrii.
Zabytek jest obecnie podzielony na dwie przechowywane w Londynie i Florencji części, a jego dzieje są nieznane. Trzy ściany oraz pokrywę szkatułki odnalazł w połowie XIX wieku we Francji sir Augustus Franks; stanowiły one wówczas własność rodziny mieszkającej w Auzon. W 1867 roku Franks podarował swoje znalezisko British Museum. Panel z czwartą ścianką znaleziono natomiast w 1890 roku w zbiorach florenckiego Palazzo del Bargello.
Szkatuła ma wymiary 22,9×19 cm oraz 10,9 cm wysokości. Srebrne zawiasy oraz część pokrywy zaginęły. Jej powierzchnia pokryta jest reliefami przedstawiającymi sceny zaczerpnięte z tradycji germańskiej, rzymskiej i żydowsko-chrześcijańskiej, a także napisami w języku staroangielskim (pismem runicznym) i po łacinie (alfabetem łacińskim). Scenka na ściance frontowej przedstawia pokłon Trzech Króli (podpisanych mægi „magowie”) oraz znaną z Eddy opowieść o Wölundzie. Inskrypcja zawiera podaną w formie aliterowanego wiersza informację o materiale, z którego wykonano szkatułkę:
fisc flodu ahof   on fergen-berig
warþ gas-ric grorn   þær he on greut giswom
hronæs ban
ryba burzyła morza o górzyste klify
władca strachu posmutniał, kiedy wpłynął na kamienie
kość wieloryba
Na wieczku przedstawiono Egila broniącego zamku przed wrogami, podpisanego u góry ægili. Ścianka lewa przedstawia historię Romulusa i Remusa, której towarzyszy napis romwalus and reumwalus twœgen gibroþær afœddæ hiæ wylif in romæcæstri: oþlæ unneg (Romulus i Remus, dwaj bracia, są karmieni przez wilczycę w Rzymie, daleko od ich ojczystego kraju). Na ściance tylnej ukazano scenę złupienia Jerozolimy przez Tytusa. W centrum widać Świątynię, z lewej nacierają atakujący, po prawej widać uciekających. Scence towarzyszy mieszany runiczno-łaciński napis o treści her fegtaþ titus end giuþeasu HIC FUGIANT HIERUSALIM afitatores (Tutaj walczą Tytus i Żydzi. Tutaj mieszkańcy uciekają z Jerozolimy). Fragment łaciński napisany jest z błędami, poprawnie powinien brzmieć hic fugiunt Hierusalim habitatores. Dwa detale scenki podpisane są ponadto dom (sąd/dwór) i gisl (zastaw/zakładnik). Na przechowywanej we Florencji ściance prawej ukazano natomiast fragment historii Sigurda. Towarzyszący jej napis jest trudny w interpretacji, wykonawca użył bowiem specjalnych znaków do zakodowania run oznaczających samogłoski.

## Galeria

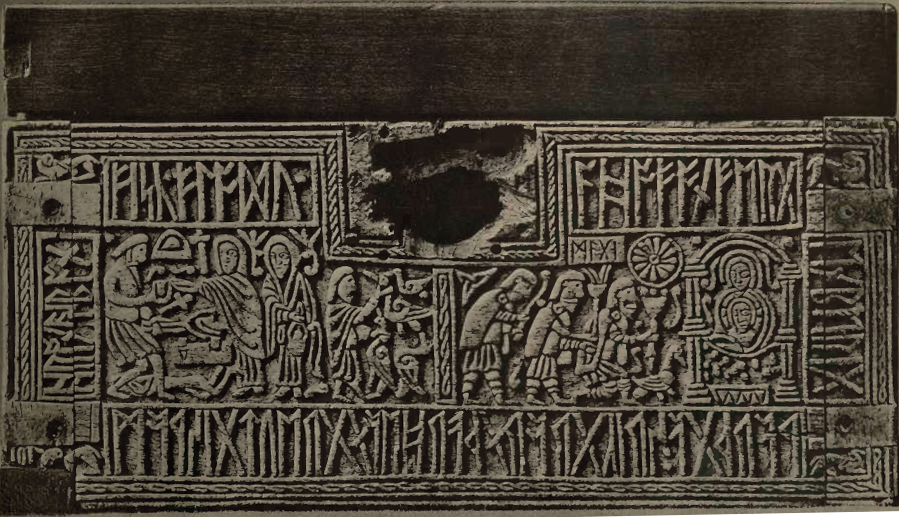
Ścianka przednia
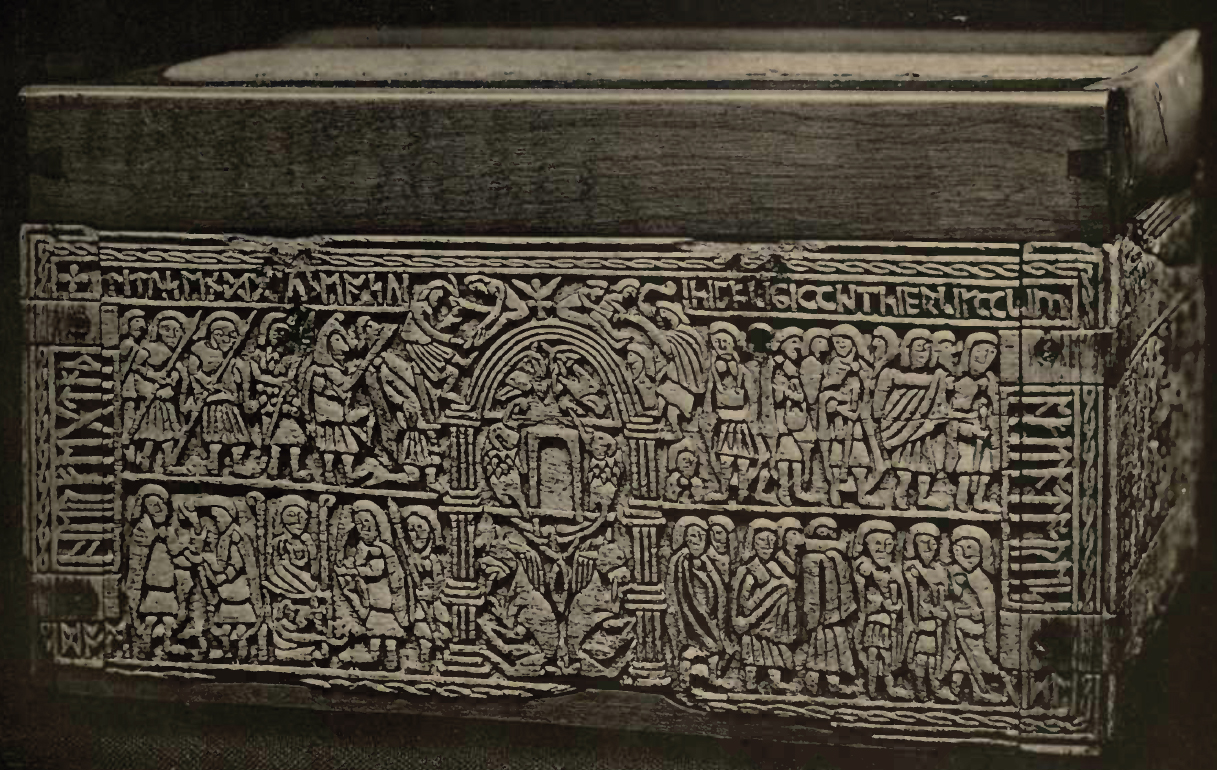
Ścianka tylna
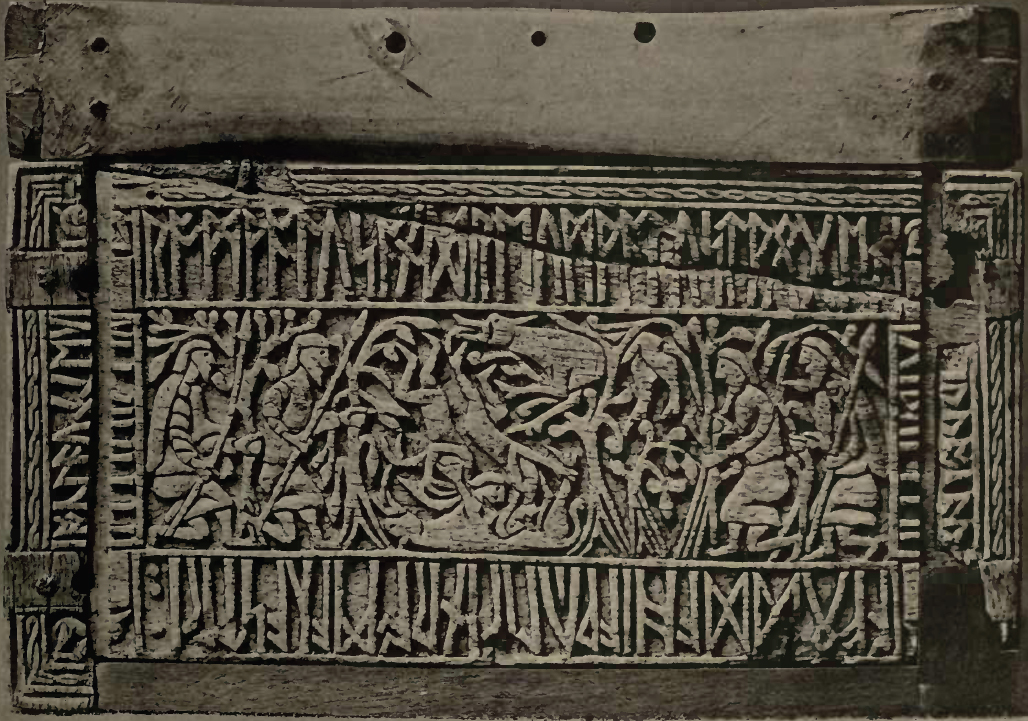
Ścianka lewa
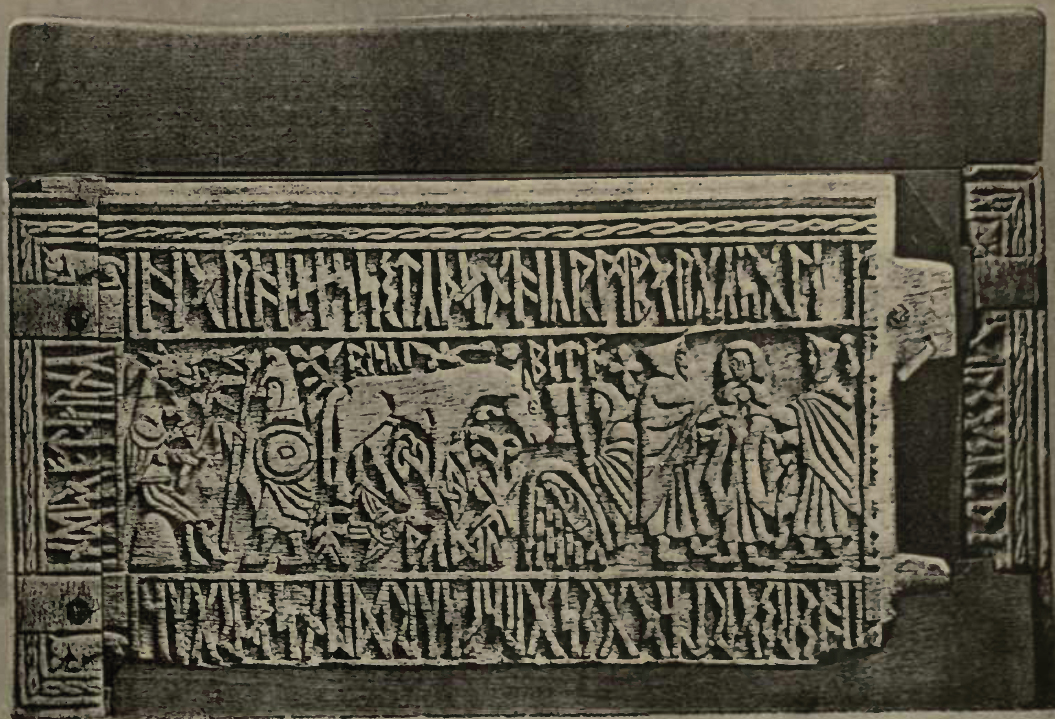
Ścianka prawa
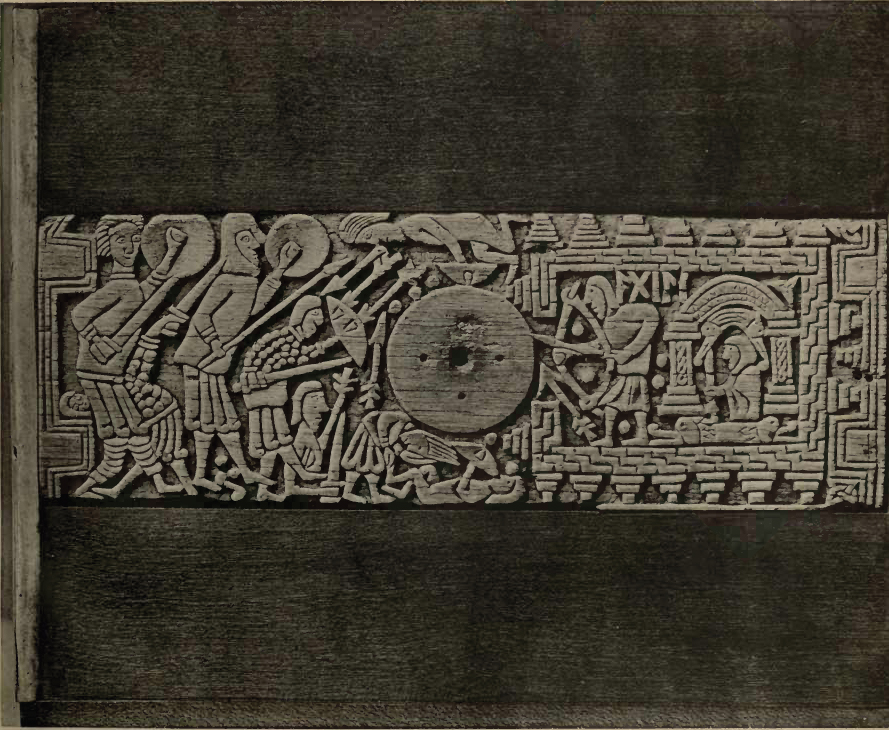
Wieko